# Симамото, Сёдзо
Сёдзо Симамото (яп. 嶋本 昭三 Симамото Сё:дзо:, 22 января 1928, Осака — 25 января 2013) — японский художник.

## Жизнь и творчество
В 1954 году Симамото совместно с художником Дзиро Ёсихарой создал абстракционистскую группу Гутай. На первой выставке этой новой группы в 1955 году он представил своё авангардное произведение «Please, walk on here». Эта его работа была восстановлена в 1993 году на биеннале в Венеции. В 1957 начал эксперименты в области видео-арта на перформансе Гутай. В 1970 году Симамото выступил художественным продюсером для шоу 1000 невест на фестивале ЭКСПО. В 1976 принял участие в проведении проекта Мэйл-арт с привлечением представителей из 60 государств. В 1992 он стал президентом Японского культурно-художественного общества инвалидов, в том же году организовал в Осаке длительную экспозицию работ художников-инвалидов. В 1993 Симамото представлял движение Гутай на биеннале в Венеции. В 1994 прошла его выставка в музее Гуггенхайм в Нью-Йорке. В 1998 году он, наряду с Джексоном Поллоком, Джоном Кейджем, Лючио Фонтаной, вошёл в четвёрку художников, чьи работы демонстрировались на выставке MOCA (New Museum of Contemporary Art, US), посвящённой искусству послевоенной эпохи. В 2001 году художник принял участие в проведении «Года Японии» в Лондоне, ряд его работ выставляется в галерее Тейт-Модерн. В 2004 участвовал в проведении венецианского Биеннале.
Произведения Сёдзо Симамото можно увидеть в таких музеях, как Центр Помпиду (Париж), галерея Тейт (Лондон), Художественный музей префектуры Хёго (Кобе) и др.